# 革命社会党 (葡萄牙)

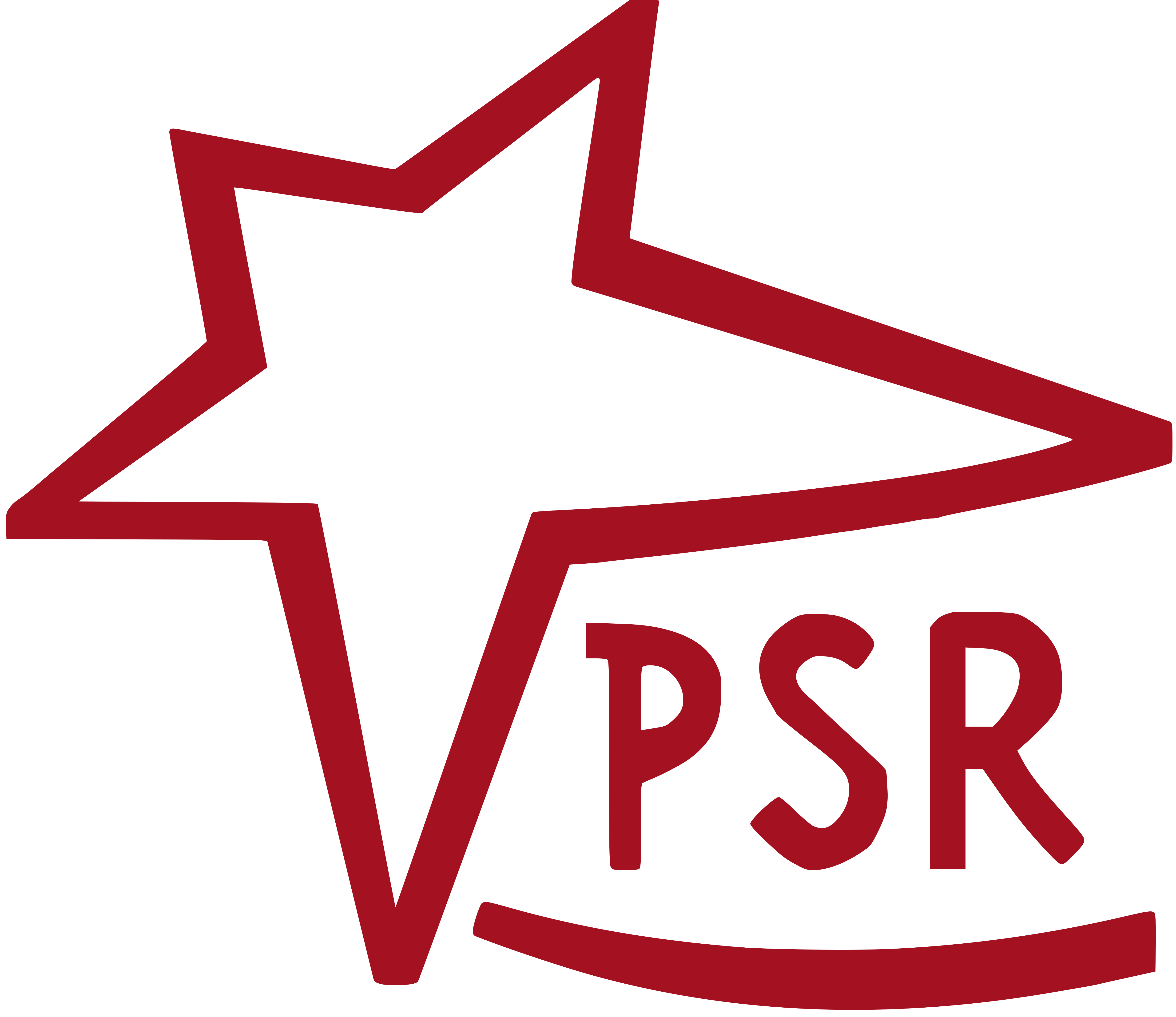
革命社会党标志

革命社会党（葡萄牙語：Partido Socialista Revolucionário，缩写为PSR）是葡萄牙的一个已不存在的托洛茨基主义政党。该党成立于1978年。1999年，该党与人民民主联盟、政治21组成左翼集团。2005年，该党改组为革命社会主义政治协会，作为左翼集团的一个党内派系继续存在。2013年，革命社会主义政治协会宣布解散，完全溶入左翼集团。它是第四国际的支部。